# Puperita pupa

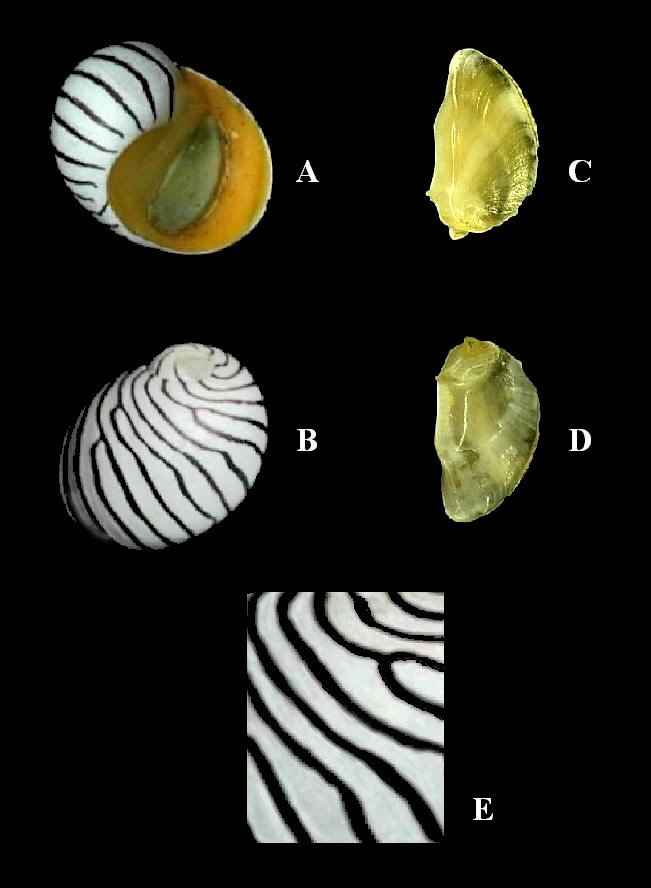
Gehäuse von Puperita pupa

Puperita pupa ist eine im Salzwasser und Brackwasser lebende Schnecke aus der Familie der Kahnschnecken (Neritidae), die zur Ordnung der Neritomorpha zählt. Sie ist im Küstenbereich und um die Inseln des westlichen Atlantiks, insbesondere der Karibik verbreitet. Die auch Zebra-Nixenschnecke genannte Schnecke unterscheidet sich von den anderen so genannten Zebrarennschnecken deutlich durch ihre schwarz-weiße Färbung.

## Merkmale
Das kugelige, glanzlose Gehäuse von Puperita pupa, das bei ausgewachsenen Schnecken bis zu 13 mm hoch wird und einen Durchmesser von 8 bis 14 mm erreicht, ist glatt oder hat insbesondere nach vorn hin schwache Anwachsstreifen. Das Gewinde steht etwas hervor, ist oben flach und etwas kantig. Die Naht ist stellenweise eingerissen und steigt vorn stark herab. Die Gehäusemündung ist wenig schief und mehr oder weniger blass orangefarben. Der oben und unten durch eine deutliche Furche von der Columellarfläche getrennte Außenrand ist gerundet, der Innenrand schwach eingebuchtet und mit etwa 5 kleinen Zähnchen besetzt. Die Columellarfläche ist klein, eben, weißlich, nach hinten gelb, oben ohne deutliche Begrenzung und unten durch eine halbkreisförmige Kante begrenzt. Die Muskelleiste ist wenig entwickelt oder fehlt.
Die glanzlose Oberfläche des Gehäuses hat auf der weißen Grundfarbe schwarze Striemen, die in geringer oder auch großer Zahl mehr oder weniger bogig verlaufen und meist auch unter sich verbunden sind. Sie verlaufen entlang der Anwachsstreifen oder etwas weiter nach rückwärts, selten weiter nach vorwärts. Die Striemen sind durch Zickzackverlauf oder Verästelungen verbunden. Neue Striemen sind Verzweigungen oder beginnen neu. Teilweise bilden sich unregelmäßige Netzwerke aus schwarzen Linien. Es gibt einen fließenden Übergang zu Formen mit weißen Tropfen und drei Zonen größerer weißer Flecken auf schwarzem Untergrund, die früher als eigene Art Puperita tristis (ursprünglich Neritina tristis d’Orb. vs. Neritina pupa L.) beschrieben worden sind. Durch Versuche konnte gezeigt werden, dass dies Tiere einer und derselben Art sind, die sich je nach Umweltbedingungen unterschiedlich entwickeln. Tiere, die im Salzwasser leben, bilden weiße Gehäuse mit schwarzer Linienzeichnung, während im Brackwasser schwarze Gehäuse mit weißen Punkten gebildet werden.
Das Operculum ist beiderseits blass orangefarben und am Saum hellbraun. Der Innenrand hat einen stumpfen, breiten Vorsprung. Die scharf zusammengedrückte Rippe ist blass. Der Zapfen ist sehr schief, ebenso hoch und intensiver gelb.

## Geographische Verbreitung
Puperita pupa ist im Salzwasser an den Küsten und Inseln des westlichen Atlantiks sowie im Brackwasser der Flussmündungen verbreitet, so im Karibischen Meer, Florida, auf den Bahamas, den Kaimaninseln, Kolumbien, Costa Rica, Kuba, Golf von Mexiko, Hispaniola, Jamaika, den Kleinen Antillen, Mexiko und San Andrés (Kolumbien).

## Lebensraum und Lebensweise
Puperita pupa lebt an der Küste in der Gezeitenzone auf Felsen, die der Brandung ausgesetzt sind, in Gezeitentümpeln mit konstantem Salzgehalt oder auch zeitweise sehr hohem Salzgehalt durch Verdunstung und in Brackwasser sowie in Tümpeln, die durch Niederschläge nahezu Süßwasser enthalten.
Die Schnecke ist tagaktiv bei Hochwasser. Trocknen die Gezeitentümpel aus oder werden sehr warm, verlassen die Schnecken bisweilen in größerer Zahl das Wasser.
Puperita pupa ist wie alle Kahnschnecken getrenntgeschlechtlich. Das Männchen begattet das Weibchen mit seinem Penis. Das Weibchen befestigt an hartem Substrat Eikapseln, die jeweils etwa 15 fruchtbare Eier enthalten. Die Entwicklung verläuft über freischwimmende Veliger-Larven und anschließende Metamorphose zu fertigen Schnecken.
Puperita pupa ernährt sich insbesondere von Diatomeen und Cyanobakterien, die auf der Oberfläche der Felsen wachsen.